# Czarodzicielstwo
Czarodzicielstwo (ang. Sourcery) – humorystyczna powieść fantasy Terry’ego Pratchetta, wydana w 1988 r. W Polsce książka ukazała się po raz pierwszy w 1997 r. nakładem wydawnictwa Prószyński i S-ka (ISBN 83-7180-073-8). Jest to piąta część długiego cyklu Świat Dysku, zaliczana do podcyklu o Rincewindzie.

## Fabuła
Na Dysku pojawił się Czarodziciel – potężny mag będący zarazem źródłem magii, który zamierza podporządkować cały Dysk swoim kolegom po fachu. Przeszkodzić mu w tym próbują mag-nieudacznik Rincewind, córka Cohena Barbarzyńcy, Conena oraz Nijel Niszczyciel.
Powieść jest parodią książki Orsona Scotta Carda pt. Siódmy syn.